# علمی-تخیلی آنالوگ و واقعیت

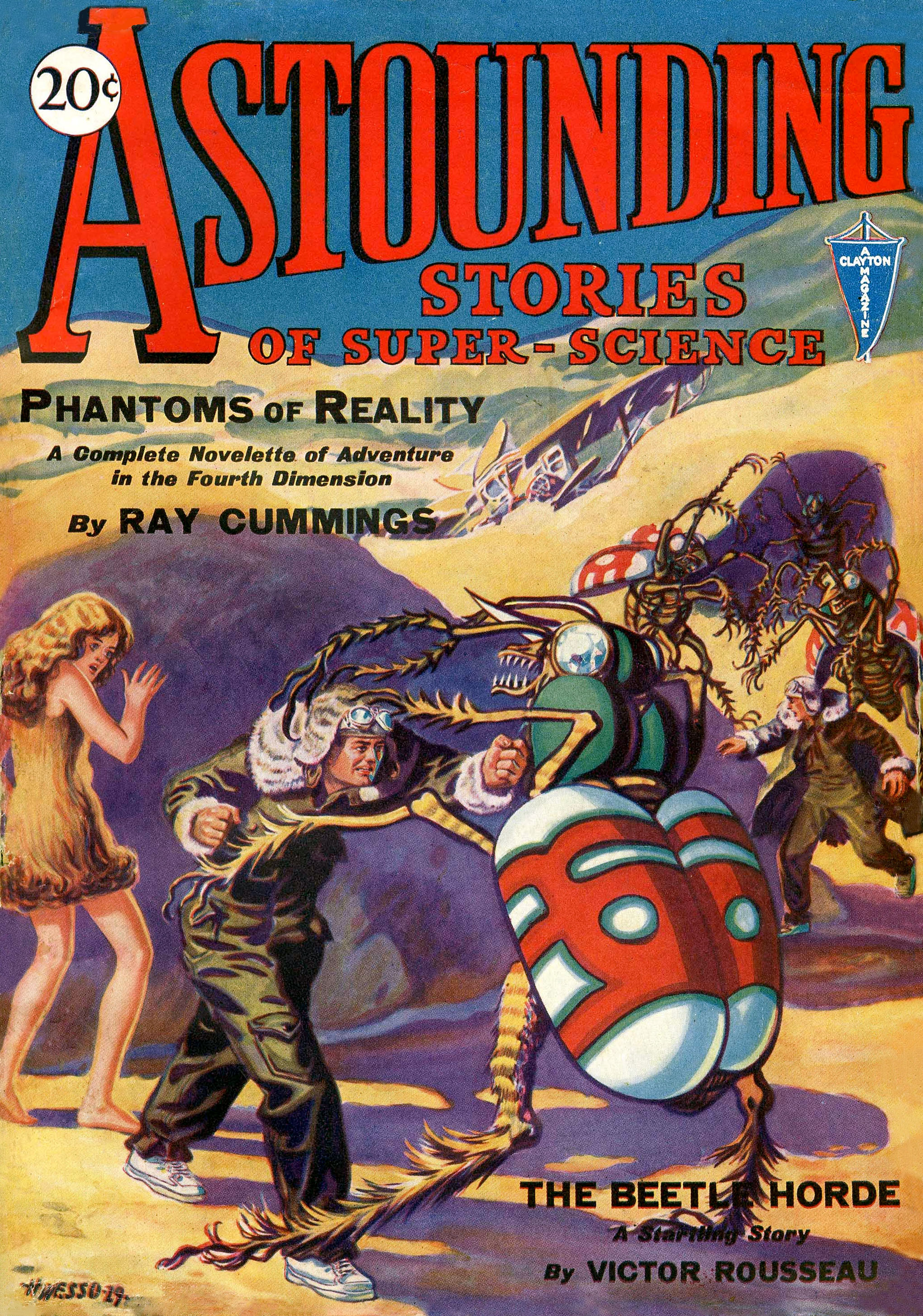
اولین شماره‌ی داستان‌های حیرت‌آورِ فوق‌علم, به تاریخ ژانویه‌ی ۱۹۳۰.

علمی-تخیلی آنالوگ و واقعیت (انگلیسی: Analog Science Fiction and Fact) مجله‌ای علمی-تخیلی است که با عنوان‌های مختلف از سال ۱۹۳۰ در آمریکا منتشر می‌شود. در اصل با عنوان داستان‌های حیرت‌آورِ فوق‌علم در ژانویهٔ ۱۹۳۰ توسط ویلیام کلیتن (به سردبیری هری بیتس) منتشر شد. در سال ۱۹۳۳ کلیتن ورشکسته شد و مجله به «استریت و اسمیت» فروخته شد. سردبیر جدید، ارلین ترمین، حیرت‌آور را به زودی به مجلهٔ پیشتازِ حیطهٔ نوپایِ علمی-تخیلیِ پالپ تبدیل کرد: با چاپ داستان‌های قابل توجهی چون؛ «لژیون فضا» یِ جک ویلیامسون، و «گرگ‌ومیش» ِ جان کمبل. در پایان سال ۱۹۳۷، کمبل به سرپرستیِ ترمین مسوولیتِ سردبیری را به عهده گرفت، و در سال آینده ترمین از کار بیکار شد، و کمبل استقلال بیشتری یافت. در طول چند سال آینده کمبل داستان‌های بسیاری را منتشر کرد که در این زمینه کلاسیک شده‌اند:مجموعهٔ بنیادِ آیزاک آسیموف، اسلنِ ون وت، و چندین رمان و داستانِ رابرت آنسون هاین‌لاین.

## تاریخچه‌ی انتشار
| داده‌ی شماره از ۱۹۳۰ تا ۱۹۸۰ | داده‌ی شماره از ۱۹۳۰ تا ۱۹۸۰ | داده‌ی شماره از ۱۹۳۰ تا ۱۹۸۰ | داده‌ی شماره از ۱۹۳۰ تا ۱۹۸۰ | داده‌ی شماره از ۱۹۳۰ تا ۱۹۸۰ | داده‌ی شماره از ۱۹۳۰ تا ۱۹۸۰ | داده‌ی شماره از ۱۹۳۰ تا ۱۹۸۰ | داده‌ی شماره از ۱۹۳۰ تا ۱۹۸۰ | داده‌ی شماره از ۱۹۳۰ تا ۱۹۸۰ | داده‌ی شماره از ۱۹۳۰ تا ۱۹۸۰ | داده‌ی شماره از ۱۹۳۰ تا ۱۹۸۰ | داده‌ی شماره از ۱۹۳۰ تا ۱۹۸۰ | داده‌ی شماره از ۱۹۳۰ تا ۱۹۸۰ |
| | ژانویه                      | فوریه                       | مارس                        | آوریل                       | می                          | ژوئن                        | جولای                       | آگوست                       | سپتامبر                     | اکتبر                       | نوامبر                      | دسامبر                      |
| --- | --------------------------- | --------------------------- | --------------------------- | --------------------------- | --------------------------- | --------------------------- | --------------------------- | --------------------------- | --------------------------- | --------------------------- | --------------------------- | --------------------------- |
| ۱۹۳۰ | ۱/۱                         | ۱/۲                         | ۱/۳                         | ۲/۱                         | ۲/۲                         | ۲/۳                         | ۳/۱                         | ۳/۲                         | ۳/۳                         | ۴/۱                         | ۴/۲                         | ۴/۳                         |
| ۱۹۳۱ | ۵/۱                         | ۵/۲                         | ۵/۳                         | ۶/۱                         | ۶/۲                         | ۶/۳                         | ۷/۱                         | ۷/۲                         | ۷/۳                         | ۸/۱                         | ۸/۲                         | ۸/۳                         |
| ۱۹۳۲ | ۹/۱                         | ۹/۲                         | ۹/۳                         | ۱۰/۱                        | ۱۰/۲                        | ۱۰/۳                        |                             |                             | ۱۱/۱                        |                             | ۱۱/۲                        |                             |
| ۱۹۳۳ | ۱۱/۳                        |                             | ۱۲/۱                        |                             |                             |                             |                             |                             |                             | ۱۲/۲                        | ۱۲/۳                        | ۱۲/۴                        |
| ۱۹۳۴ | ۱۲/۵                        | ۱۲/۶                        | ۱۳/۱                        | ۱۳/۲                        | ۱۳/۳                        | ۱۳/۴                        | ۱۳/۵                        | ۱۳/۶                        | ۱۴/۱                        | ۱۴/۲                        | ۱۴/۳                        | ۱۴/۴                        |
| ۱۹۳۵ | ۱۴/۵                        | ۱۴/۶                        | ۱۵/۱                        | ۱۵/۲                        | ۱۵/۳                        | ۱۵/۴                        | ۱۵/۵                        | ۱۵/۶                        | ۱۶/۱                        | ۱۶/۲                        | ۱۶/۳                        | ۱۶/۴                        |
| ۱۹۳۶ | ۱۶/۵                        | ۱۶/۶                        | ۱۷/۱                        | ۱۷/۲                        | ۱۷/۳                        | ۱۷/۴                        | ۱۷/۵                        | ۱۷/۶                        | ۱۸/۱                        | ۱۸/۲                        | ۱۸/۳                        | ۱۸/۴                        |
| ۱۹۳۷ | ۱۸/۵                        | ۱۸/۶                        | ۱۹/۱                        | ۱۹/۲                        | ۱۹/۳                        | ۱۹/۴                        | ۱۹/۵                        | ۱۹/۶                        | ۲۰/۱                        | ۲۰/۲                        | ۲۰/۳                        | ۲۰/۴                        |
| ۱۹۳۸ | ۲۰/۵                        | ۲۰/۶                        | ۲۱/۱                        | ۲۱/۲                        | ۲۱/۳                        | ۲۱/۴                        | ۲۱/۵                        | ۲۱/۶                        | ۲۲/۱                        | ۲۲/۲                        | ۲۲/۳                        | ۲۲/۴                        |
| ۱۹۳۹ | ۲۲/۵                        | ۲۲/۶                        | ۲۳/۱                        | ۲۳/۲                        | ۲۳/۳                        | ۲۳/۴                        | ۲۳/۵                        | ۲۳/۶                        | ۲۴/۱                        | ۲۴/۲                        | ۲۴/۳                        | ۲۴/۴                        |
| ۱۹۴۰ | ۲۴/۵                        | ۲۴/۶                        | ۲۵/۱                        | ۲۵/۲                        | ۲۵/۳                        | ۲۵/۴                        | ۲۵/۵                        | ۲۵/۶                        | ۲۶/۱                        | ۲۶/۲                        | ۲۶/۳                        | ۲۶/۴                        |
| ۱۹۴۱ | ۲۶/۵                        | ۲۶/۶                        | ۲۷/۱                        | ۲۷/۲                        | ۲۷/۳                        | ۲۷/۴                        | ۲۷/۵                        | ۲۷/۶                        | ۲۸/۱                        | ۲۸/۲                        | ۲۸/۳                        | ۲۸/۴                        |
| ۱۹۴۲ | ۲۸/۵                        | ۲۸/۶                        | ۲۹/۱                        | ۲۹/۲                        | ۲۹/۳                        | ۲۹/۴                        | ۲۹/۵                        | ۲۹/۶                        | ۳۰/۱                        | ۳۰/۲                        | ۳۰/۳                        | ۳۰/۴                        |
| ۱۹۴۳ | ۳۰/۵                        | ۳۰/۶                        | ۳۱/۱                        | ۳۱/۲                        | ۳۱/۳                        | ۳۱/۴                        | ۳۱/۵                        | ۳۱/۶                        | ۳۲/۱                        | ۳۲/۲                        | ۳۲/۳                        | ۳۲/۴                        |
| ۱۹۴۴ | ۳۲/۵                        | ۳۲/۶                        | ۳۳/۱                        | ۳۳/۲                        | ۳۳/۳                        | ۳۳/۴                        | ۳۳/۵                        | ۳۳/۶                        | ۳۴/۱                        | ۳۴/۲                        | ۳۴/۳                        | ۳۴/۴                        |
| ۱۹۴۵ | ۳۴/۵                        | ۳۴/۶                        | ۳۵/۱                        | ۳۵/۲                        | ۳۵/۳                        | ۳۵/۴                        | ۳۵/۵                        | ۳۵/۶                        | ۳۶/۱                        | ۳۶/۲                        | ۳۶/۳                        | ۳۶/۴                        |
| ۱۹۴۶ | ۳۶/۵                        | ۳۶/۶                        | ۳۷/۱                        | ۳۷/۲                        | ۳۷/۳                        | ۳۷/۴                        | ۳۷/۵                        | ۳۷/۶                        | ۳۸/۱                        | ۳۸/۲                        | ۳۸/۳                        | ۳۸/۴                        |
| ۱۹۴۷ | ۳۸/۵                        | ۳۸/۶                        | ۳۹/۱                        | ۳۹/۲                        | ۳۹/۳                        | ۳۹/۴                        | ۳۹/۵                        | ۳۹/۶                        | ۴۰/۱                        | ۴۰/۲                        | ۴۰/۳                        | ۴۰/۴                        |
| ۱۹۴۸ | ۴۰/۵                        | ۴۰/۶                        | ۴۱/۱                        | ۴۱/۲                        | ۴۱/۳                        | ۴۱/۴                        | ۴۱/۵                        | ۴۱/۶                        | ۴۲/۱                        | ۴۲/۲                        | ۴۲/۳                        | ۴۲/۴                        |
| ۱۹۴۹ | ۴۲/۵                        | ۴۲/۶                        | ۴۳/۱                        | ۴۳/۲                        | ۴۳/۳                        | ۴۳/۴                        | ۴۳/۵                        | ۴۳/۶                        | ۴۴/۱                        | ۴۴/۲                        | ۴۴/۳                        | ۴۴/۴                        |
| ۱۹۵۰ | ۴۴/۵                        | ۴۴/۶                        | ۴۵/۱                        | ۴۵/۲                        | ۴۵/۳                        | ۴۵/۴                        | ۴۵/۵                        | ۴۵/۶                        | ۴۶/۱                        | ۴۶/۲                        | ۴۶/۳                        | ۴۶/۴                        |
| ۱۹۵۱ | ۴۶/۵                        | ۴۶/۶                        | ۴۷/۱                        | ۴۷/۲                        | ۴۷/۳                        | ۴۷/۴                        | ۴۷/۵                        | ۴۷/۶                        | ۴۸/۱                        | ۴۸/۲                        | ۴۸/۳                        | ۴۸/۴                        |
| ۱۹۵۲ | ۴۸/۵                        | ۴۸/۶                        | ۴۹/۱                        | ۴۹/۲                        | ۴۹/۳                        | ۴۹/۴                        | ۴۹/۵                        | ۴۹/۶                        | ۵۰/۱                        | ۵۰/۲                        | ۵۰/۳                        | ۵۰/۴                        |
| ۱۹۵۳ | ۵۰/۵                        | ۵۰/۶                        | ۵۱/۱                        | ۵۱/۲                        | ۵۱/۳                        | ۵۱/۴                        | ۵۱/۵                        | ۵۱/۶                        | ۵۲/۱                        | ۵۲/۲                        | ۵۲/۳                        | ۵۲/۴                        |
| ۱۹۵۴ | ۵۲/۵                        | ۵۲/۶                        | ۵۳/۱                        | ۵۳/۲                        | ۵۳/۳                        | ۵۳/۴                        | ۵۳/۵                        | ۵۳/۶                        | ۵۴/۱                        | ۵۴/۲                        | ۵۴/۳                        | ۵۴/۴                        |
| ۱۹۵۵ | ۵۴/۵                        | ۵۴/۶                        | ۵۵/۱                        | ۵۵/۲                        | ۵۵/۳                        | ۵۵/۴                        | ۵۵/۵                        | ۵۵/۶                        | ۵۶/۱                        | ۵۶/۲                        | ۵۶/۳                        | ۵۶/۴                        |
| ۱۹۵۶ | ۵۶/۵                        | ۵۶/۶                        | ۵۷/۱                        | ۵۷/۲                        | ۵۷/۳                        | ۵۷/۴                        | ۵۷/۵                        | ۵۷/۶                        | ۵۸/۱                        | ۵۸/۲                        | ۵۸/۳                        | ۵۸/۴                        |
| ۱۹۵۷ | ۵۸/۵                        | ۵۸/۶                        | ۵۹/۱                        | ۵۹/۲                        | ۵۹/۳                        | ۵۹/۴                        | ۵۹/۵                        | ۵۹/۶                        | ۶۰/۱                        | ۶۰/۲                        | ۶۰/۳                        | ۶۰/۴                        |
| ۱۹۵۸ | ۶۰/۵                        | ۶۰/۶                        | ۶۱/۱                        | ۶۱/۲                        | ۶۱/۳                        | ۶۱/۴                        | ۶۱/۵                        | ۶۱/۶                        | ۶۲/۱                        | ۶۲/۲                        | ۶۲/۳                        | ۶۲/۴                        |
| ۱۹۵۹ | ۶۲/۵                        | ۶۲/۶                        | ۶۳/۱                        | ۶۳/۲                        | ۶۳/۳                        | ۶۳/۴                        | ۶۳/۵                        | ۶۳/۶                        | ۶۴/۱                        | ۶۴/۲                        | ۶۴/۳                        | ۶۴/۴                        |
| ۱۹۶۰ | ۶۴/۵                        | ۶۴/۶                        | ۶۵/۱                        | ۶۵/۲                        | ۶۵/۳                        | ۶۵/۴                        | ۶۵/۵                        | ۶۵/۶                        | 66/1                        | 66/2                        | 66/3                        | 66/4                        |
| ۱۹۶۱ | ۶۶/۵                        | ۶۶/۶                        | ۶۷/۱                        | ۶۷/۲                        | ۶۷/۳                        | ۶۷/۴                        | ۶۷/۵                        | ۶۷/۶                        | ۶۸/۱                        | ۶۸/۲                        | ۶۸/۳                        | ۶۸/۴                        |
| 1962 | 68/5                        | 68/6                        | 69/1                        | 69/2                        | 69/3                        | 69/4                        | 69/5                        | 69/6                        | 70/1                        | 70/2                        | 70/3                        | 70/4                        |
| 1963 | 70/5                        | 70/6                        | 71/1                        | 71/2                        | 71/3                        | 71/4                        | 71/5                        | 71/6                        | 72/1                        | 72/2                        | 72/3                        | 72/4                        |
| 1964 | 72/5                        | 72/6                        | 73/1                        | 73/2                        | 73/3                        | 73/4                        | 73/5                        | 73/6                        | 74/1                        | 74/2                        | 74/3                        | 74/4                        |
| 1965 | 74/5                        | 74/6                        | 75/1                        | 75/2                        | 75/3                        | 75/4                        | 75/5                        | 75/6                        | 76/1                        | 76/2                        | 76/3                        | 76/4                        |
| 1966 | 76/5                        | 76/6                        | 77/1                        | 77/2                        | 77/3                        | 77/4                        | 77/5                        | 77/6                        | 78/1                        | 78/2                        | 78/3                        | 78/4                        |
| 1967 | 78/5                        | 78/6                        | 79/1                        | 79/2                        | 79/3                        | 79/4                        | 79/5                        | 79/6                        | 80/1                        | 80/2                        | 80/3                        | 80/4                        |
| 1968 | 80/5                        | 80/6                        | 81/1                        | 81/2                        | 81/3                        | 81/4                        | 81/5                        | 81/6                        | 82/1                        | 82/2                        | 82/3                        | 82/4                        |
| 1969 | 82/5                        | 82/6                        | 83/1                        | 83/2                        | 83/3                        | 83/4                        | 83/5                        | 83/6                        | 84/1                        | 84/2                        | 84/3                        | 84/4                        |
| 1970 | 84/5                        | 84/6                        | 85/1                        | 85/2                        | 85/3                        | 85/4                        | 85/5                        | 85/6                        | 87/1                        | 87/2                        | 87/3                        | 87/4                        |
| 1971 | 86/5                        | 86/6                        | 87/1                        | 87/2                        | 87/3                        | 87/4                        | 87/5                        | 87/6                        | 88/1                        | 88/2                        | 88/3                        | 88/4                        |
| ۱۹۷۲ | ۸۸/۵                        | ۸۸/۶                        | ۸۹/۱                        | ۸۹/۲                        | ۸۹/۳                        | ۸۹/۴                        | ۸۹/۵                        | ۸۹/۶                        | ۹۰/۱                        | ۹۰/۲                        | ۹۰/۳                        | ۹۰/۴                        |
| ۱۹۷۳ | ۹۰/۵                        | ۹۰/۶                        | ۹۱/۱                        | ۹۱/۲                        | ۹۱/۳                        | ۹۱/۴                        | ۹۱/۵                        | ۹۱/۶                        | ۹۲/۱                        | ۹۲/۲                        | ۹۲/۳                        | ۹۲/۴                        |
| ۱۹۷۴ | ۹۲/۵                        | ۹۲/۶                        | ۹۳/۱                        | ۹۳/۲                        | ۹۳/۳                        | ۹۳/۴                        | ۹۳/۵                        | ۹۳/۶                        | ۹۴/۱                        | ۹۴/۲                        | ۹۴/۳                        | ۹۴/۴                        |
| ۱۹۷۵ | ۹۴/۵                        | ۹۵/۲                        | ۹۵/۳                        | ۹۵/۴                        | ۹۵/۵                        | ۹۵/۶                        | ۹۵/۷                        | ۹۵/۸                        | ۹۵/۹                        | ۹۵/۱۰                       | ۹۵/۱۱                       | ۹۵/۱۲                       |
| ۱۹۷۶ | ۹۶/۱                        | ۹۶/۲                        | ۹۶/۳                        | ۹۶/۴                        | ۹۶/۵                        | ۹۶/۶                        | ۹۶/۷                        | ۹۶/۸                        | ۹۶/۹                        | ۹۶/۱۰                       | ۹۶/۱۱                       | ۹۶/۱۲                       |
| ۱۹۷۷ | ۹۷/۱                        | ۹۷/۲                        | ۹۷/۳                        | ۹۷/۴                        | ۹۷/۵                        | ۹۷/۶                        | ۹۷/۷                        | ۹۷/۸                        | ۹۷/۹                        | ۹۷/۱۰                       | ۹۷/۱۱                       | ۹۷/۱۲                       |
| ۱۹۷۸ | ۹۸/۱                        | ۹۸/۲                        | ۹۸/۳                        | ۹۸/۴                        | ۹۸/۵                        | ۹۸/۶                        | ۹۸/۷                        | ۹۸/۸                        | ۹۸/۹                        | ۹۸/۱۰                       | ۹۸/۱۱                       | ۹۸/۱۲                       |
| ۱۹۷۹ | ۹۹/۱                        | ۹۹/۲                        | ۹۹/۳                        | ۹۹/۴                        | ۹۹/۵                        | ۹۹/۶                        | ۹۹/۷                        | ۹۹/۸                        | ۹۹/۹                        | ۹۹/۱۰                       | ۹۹/۱۱                       | ۹۹/۱۲                       |
| ۱۹۸۰ | ۱۰۰/۱                       | ۱۰۰/۲                       | ۱۰۰/۳                       | ۱۰۰/۴                       | ۱۰۰/۵                       | ۱۰۰/۶                       | ۱۰۰/۷                       | ۱۰۰/۸                       | ۱۰۰/۹                       | ۱۰۰/۱۰                      | ۱۰۰/۱۱                      | ۱۰۰/۱۲                      |
| شماره‌های داستان‌های حیرت‌آور، نشانگرِ عدد جلد/شماره؛ اشتباه در ژانویه‌ی ۱۹۷۵ در واقع درست است. رنگ‌ها سردبیر هر شماره را مشخص می‌کنند: هری بیتس ارلین ترمین جان کمبل بن بوا استنلی اشمیت |                             |                             |                             |                             |                             |                             |                             |                             |                             |                             |                             |                             |

در سال ۱۹۲۶ هوگو گرنسبک اولین مجلهٔ علمی-تخیلی را با عنوان داستان‌های شگفت‌انگیز راه‌اندازی کرد. گرنسبک پیش از آن برای مدتی در مجلاتِ آماتوری خود، داستان‌های علمی منتشر کرده بود؛ اما به این نتیجه رسید که علاقه به ژانر به میزانی رسیده که انتشار مجلهٔ ماهانه را توجیه می‌کند. شگفت‌انگیز بسیار موفقیت‌آمیز بود، به سرعت به تیراژ بیش از ۱۰۰/۰۰ رسید. ویلیام کلیتن، ناشر موفق و مورد احترام چندین مجلهٔ پالپ، در سال ۱۹۲۸ در نظر گرفت که مجلهٔ رقیبی راه‌اندازی کند. سرانجام سال بعد تصمیم گرفت که این کار را انجام دهد، دلیل اصلی‌اش این بود که در صفحه‌ای که جلدهای رنگیِ مجلاتش روی آن چاپ می‌شد جای لازم برای یک جلد دیگر وجود داشت. او به هری بیتس، سردبیری که به تازگی استخدام شده بود، پیشنهاد کرد که مجله‌ای با داستان‌هایِ ماجراییِ تاریخی منتشر کنند. بیتس به جای آن پیشنهادِ پالپی علمی-تخیلی را داد، با عنوان داستان‌های حیرت‌آور فوق‌علم، که کلیتن با آن موافقت کرد.

طراحی های مختلف نام مجله بر روی جلد